# Aigremont, Gard
Aigremont là một xã ở tỉnh Gard ở miền nam nước Pháp. Xã này có diện tích 12,55 kilômét vuông, dân số năm 1999 là 449 người. Khu vực này có độ cao trung bình 140 mét trên mực nước biển.